# Zeckenrap
Zeckenrap ist ein Subgenre des Deutschen Hip-Hops, das sich mit politisch linken Themen wie Antifaschismus, Feminismus und queeren Themen auseinandersetzt. Das Wort Zeckenrap leitet sich aus dem ursprünglich abwertenden Begriff Zecke ab, der im rechtsextremen Umfeld entstanden ist und mit dem Andersdenkende beleidigt werden, insbesondere Linke und Punks.

## Geschichte
In den Anfangszeiten des deutschen Hip-Hops in den 1980ern stand nach amerikanischem Vorbild der politische Charakter, in Form von Texten über Rassismus und Alltagsprobleme in sozialen Brennpunkten, im Vordergrund und war daher von sich aus eher politisch links geprägt. In den 1990er Jahren gerieten die politischen Themen durch einen kommerzieller geprägten Hip-Hop in den Hintergrund. Dennoch gab es weiterhin politische Inhalte durch Gruppen wie Advanced Chemistry oder Anarchist Academy. Für eine stärkere Etablierung von Rap in der linken Szene sorgte das Netzwerk HipHop Partizan in den 2000er Jahren. Zur Verbreitung des Begriffs Zeckenrap trug das Hip-Hop Kollektiv Tick-Tick-Boom ab 2012 bei. In den Jahren 2012 bis 2015 organisierten sie regelmäßig eine Zeckenrapgala. Erfunden wurde der Begriff Zeckenrap von der Hamburger Band Neonschwarz, auch Teil des Kollektivs Tick-Tick-Boom, um „dem negativen Klischee in der Bezeichnung von Linken als ,Zecken' durch Rechte etwas Positives entgegenzusetzen“. Obwohl einige Zeckenrapper hin und wieder größere Aufmerksamkeit erhalten, wird Zeckenrap von einigen Seiten als Randphänomen bezeichnet, das in der restlichen Hip-Hop Szene keine große Rolle spielt.

## Rezeption durch staatliche Behörden
In einer Studie, die im Auftrag von der Forschungs- und Beratungsstelle Terrorismus/Extremismus des Bundeskriminalamts erstellt wurde, werden Zeckenrap sowie Rechtsrock aus der politisch Rechten und militant-salafistischer Naschid untersucht. Im Rahmen dieser Untersuchung wurde in manchen Zeckenrap-Liedtexten ein „emotionalisiertes und zum Teil dehumanisierendes Feindbild mit expliziten Gewaltaufrufen“ vor allem gegenüber Rechtsradikalen, Polizei und Staat festgestellt.
Im Berliner Verfassungsschutzbericht 2012 wird ein Vorfall erwähnt, bei dem eine Gruppe von etwa 50 Personen ein Polizeiauto in Berlin-Kreuzberg angriff und vergeblich versuchte ca. 150 Besucher einer „Zeckenrapgala“ für sich zu gewinnen.

## Bekannte Vertreter
- Kobito
- Kurzer Prozess
- Lena Stoehrfaktor
- Neonschwarz
- Phillie MC
- Refpolk
- Sir Mantis
- Sookee
- Swiss
- Waving the Guns
- Pöbel MC
- Teuterekordz